# Mackay (Australië)
Mackay is een stad met ongeveer 73.000 inwoners aan de oostkust van de Australische deelstaat Queensland, 900 km ten noorden van Brisbane. In de regio wordt veel suiker verbouwd. Ongeveer een derde van de totale suikerproductie van Australië komt uit dit gebied. De gemiddelde temperatuur in de stad is 23 graden.
James Cook was de eerste Europeaan die de regio bezocht waar de stad zich nu bevindt.

## Geboren in Mackay
- Cathy Freeman (16 februari 1973), atlete en olympisch kampioene
- Nicole Pratt (5 maart 1973), tennisster
- Susie O'Neill (2 augustus 1973), zwemster
- Benita Johnson (6 mei 1979), atlete
- Courtney Atkinson (15 augustus 1979), triatleet
- Linda Mackenzie (14 december 1983), zwemster
- Jodi Gordon (1 februari 1985), actrice en model
- Nicholas Ffrost (14 augustus 1986), zwemmer

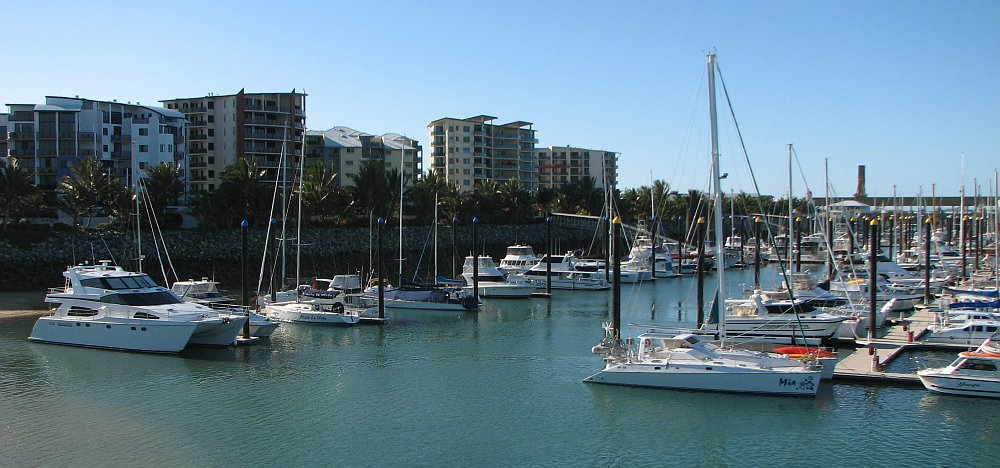
De jachthaven van Mackay
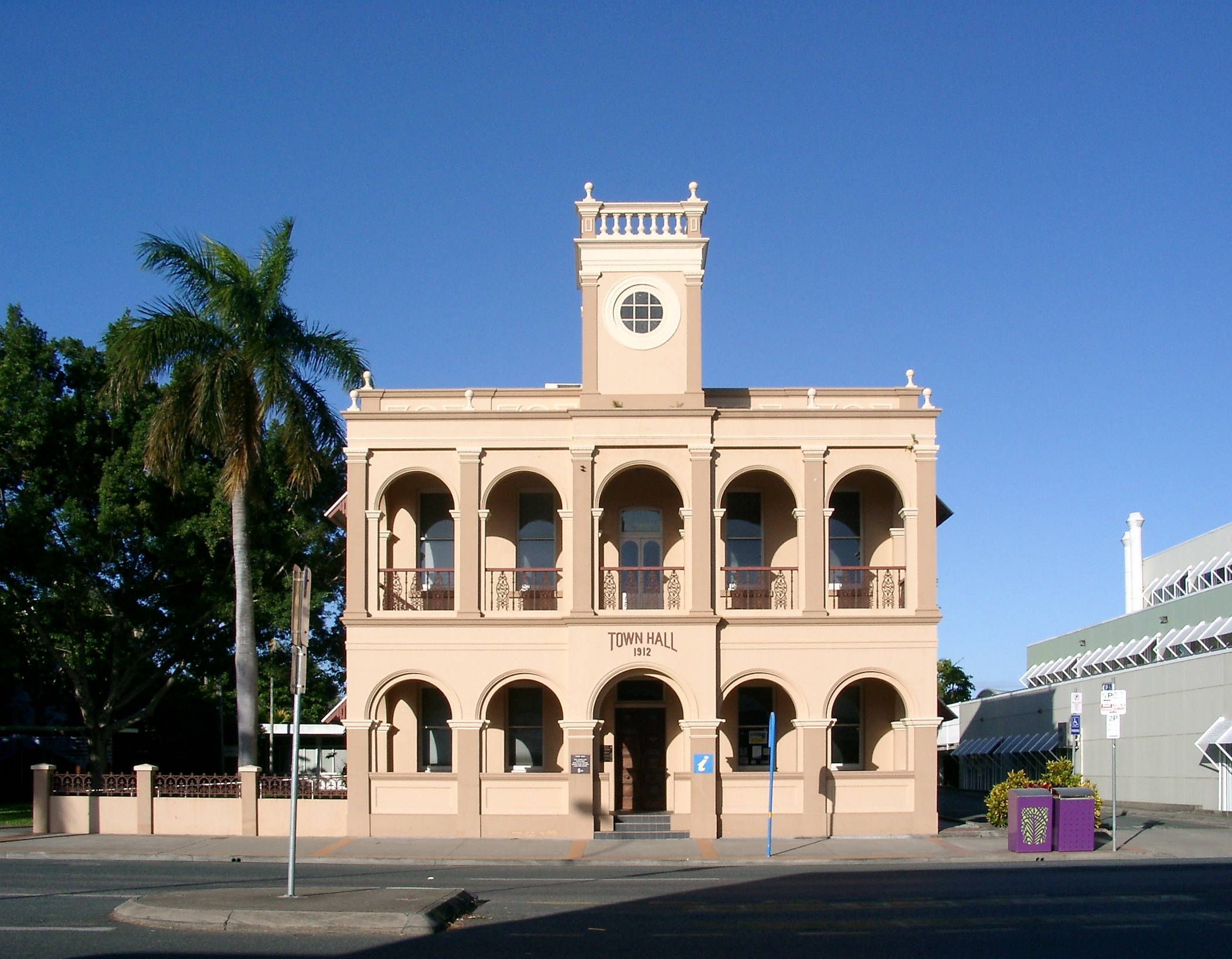
Town Hall 1912
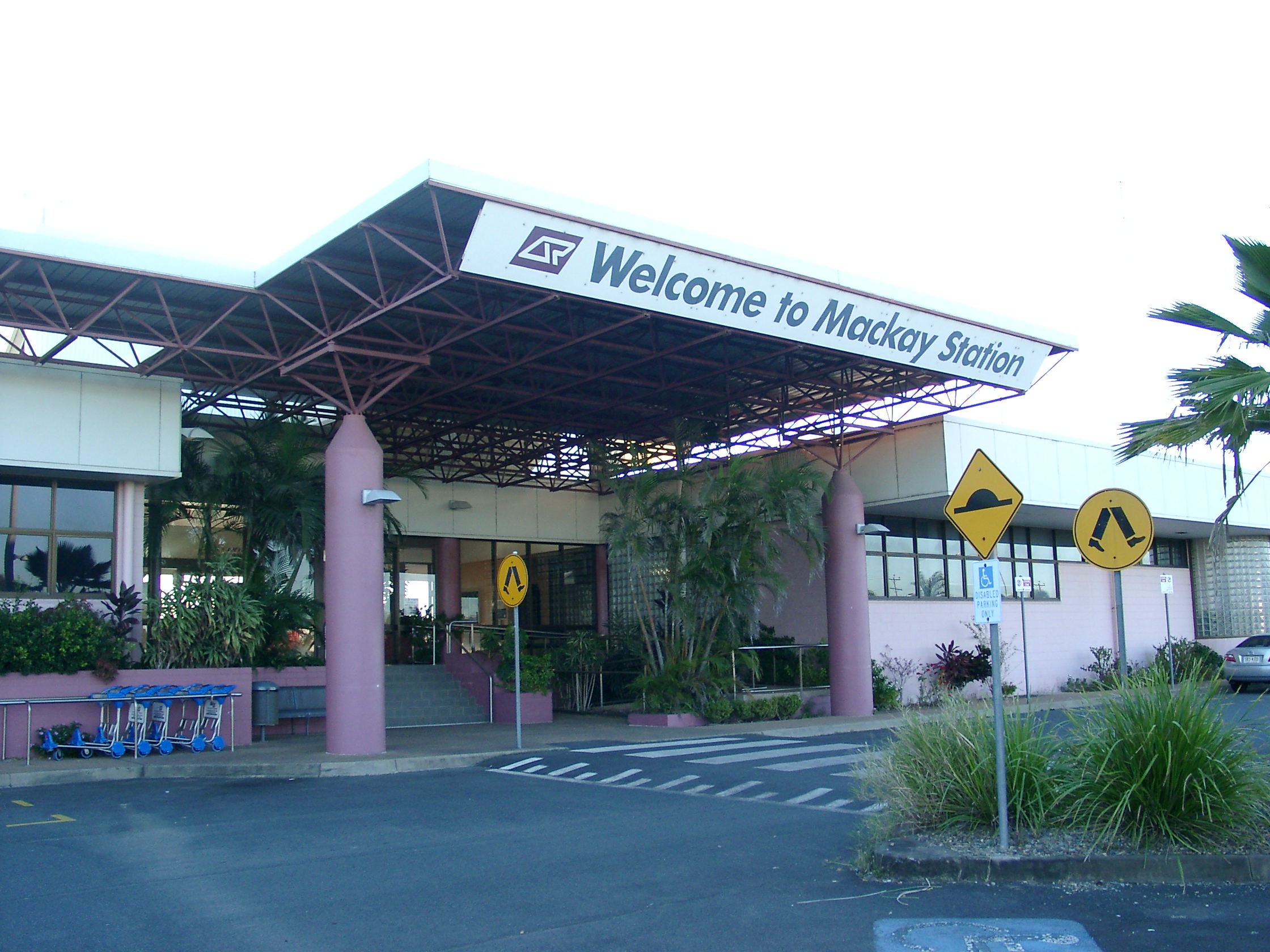
Mackay Station

Hoofdstad: Brisbane

Steden: Bundaberg · 
Cairns · 
Caloundra · 
Charters Towers · 
Gladstone · 
Gold Coast · 
Hervey Bay · 
Ipswich · 
Logan · 
Mackay · 
Maryborough · 
Mount Isa · 
Rockhampton · 
Thuringowa · 
Toowoomba · 
Townsville